# Mikrobi
Mikrobi (Originaltitel: Mikrobi) ist eine ungarische Zeichentrickserie aus den Jahren 1975–77. Es entstanden insgesamt 13 Folgen in zwei Staffeln. Sie wurden im Pannónia Filmstúdió produziert. Die Serie lief in den 1980er Jahren auch im polnischen Kinderfernsehen sowie in der Trickfilmreihe Alles Trick des DDR-Fernsehens.

## Inhalt
Die Hauptfigur ist der sprechende Roboter Mikrobi. Er hat drei Beine und vier Augen (drei vorn, eins am Hinterkopf). Seinen Hals kann er ziehharmonikaartig in die Länge ziehen. Er kann fliegen (mit Düsenantrieb an den Füßen) und sogar schwimmen und tauchen (mittels kleiner Schiffsschrauben), obwohl er ständig in Sorge ist, bei Kontakt mit Wasser zu rosten. Charakteristisch sind das Krrchck-Geräusch und das Blitzen seiner Augen, während er spricht. Ein Biorezeptor hilft ihm, fremde Lebensformen aufzuspüren. Mit Hilfe eines Übersetzungsgerätes und einer eingebauten Dolmetschereinheit kann Mikrobi außerirdische Sprachen verstehen.
Mikrobi ist darauf programmiert, auf den kleinen Pepe (im Original: Peppe) aufzupassen, während dessen Mutter unterwegs ist. In dieser Zeit unternimmt er mit Pepe und dessen Geschwistern Pille und Peter und deren Freund Plumpi im Raumschiff der Familie Ausflüge zu anderen Planeten. Dabei treffen sie auf die verschiedensten außerirdischen Wesen und erleben zahlreiche kuriose Abenteuer.

## Episoden
Die deutschen Episodentitel entsprechen den Titeln der Icestorm-DVD. In Klammern angegebene Namen sind alternative Titel der Episoden. Die Folgen S1, Ep4 und S1, Ep5 sind auf der deutschen DVD in vertauschter Reihenfolge erschienen.

| Nr.     | Deutscher Titel                                             | Originaltitel               | Inhalt |
| ------- | ----------------------------------------------------------- | --------------------------- | --- |
| S1, Ep1 | Start mit Komplikationen (Start mit Hindernissen)           | Start bonyodalmakkal        | Pille, Peter und Plumpi wollen einen Ausflug ins All machen, brauchen aber Mikrobis Hilfe, um das Familienraumschiff zu benutzen. Da er jedoch darauf programmiert ist, auf Pepe aufzupassen, fliegt dieser kurzerhand mit. Im All kommt es zu einem technischen Problem, das nicht von Mikrobi, sondern von Pepe behoben werden kann. |
| S1, Ep2 | Auf dem Planeten der Kugelhirne (Bei den Kugelköpfen)       | A gömbagyak bolygója        | Das Raumschiff landet auf einem Planeten, auf dem lauter melonenförmige Gegenstände herumliegen. Als die Mannschaft hungrig wird, versucht Plumpi, eine der vermeintlichen Melonen anzuschneiden. Dabei stellt sich heraus, dass es keine Früchte sind, sondern intelligente Lebewesen, die nur aus Köpfen bestehen und den ganzen Tag nachdenken.                                                                                         |
| S1, Ep3 | Auf dem Planeten der Delphine (Planet der Delfiniden)       | Delfinidák                  | Das Raumschiff landet an einem See. Als alle schlafen, verlässt Pepe das Schiff und freundet sich mit den delfinartigen Bewohnern des Planeten an. Da erscheint ein Schlammmonster und saugt das für die Delfine lebensnotwendige Wasser aus dem See. Da greift Mikrobi ein und kann das Monster besiegen. |
| S1, Ep4 | Auf dem Planeten der Perlenschnüre (Die Divisoren)          | Jó egy kis diviton a háznál | Pepes Mutter schickt Mikrobi mit den Kindern zum Erholen auf einen grünen Planeten. Dort leben die Divisoren, die aussehen wie Perlenschnüre. Pepe nimmt einen mit nach Hause auf die Erde. Als er ihn beim Spielen versehentlich zerreißt, werden auf einmal zwei daraus. Die Divisoren beginnen, sich unaufhaltsam zu teilen. |
| S1, Ep5 | Auf dem Planeten der Kristalle (In der Kristallzentrale)    | Kristály-nagyapó            | Pepes Großmutter hat den Kristallanhänger ihrer Halskette verloren. Mikrobi, Pepe und Plumpi fliegen auf den Kristallplaneten, um ihr einen neuen zu besorgen. Dort angekommen, bricht Pepe einen großen Kristall ab, worauf eine Vervielfältigung geschieht und auf einmal vier Pepes existieren. Um das rückgängig zu machen, muss Mikrobi in die Kristallzentrale.                                                                      |
| S1, Ep6 | Auf dem Planeten der musizierenden Kakteen (Die Kaktusband) | Zenélö kaktuszok            | Großmutter hat für Mikrobi einen Pullover gestrickt, den er aber nicht tragen möchte. Trotzdem muss er ihn anziehen, als er mit Pille und Peter aufbricht, um einen musizierenden Kaktus zu besorgen. Die drei finden zwar einen Planeten, der von großen Kakteen bewohnt wird, aber von Musik haben die noch nie etwas gehört. Sie bringen es ihnen bei, und ganz nebenbei entledigt sich Mikrobi auch noch seines ungeliebten Pullovers. |
| S1, Ep7 | Auf dem Planeten der Dreibeinigen                           | Tripediták                  | Mikrobi, Pille und Plumpi landen auf dem Planeten der Tripediten, dreibeiniger Lebewesen mit Trompetennasen. Als diese sehen, wie Mikrobi über eine Schlucht springt, sind sie von seiner Sprungtechnik begeistert. Mikrobi bringt sie ihnen bei, worauf sie ihn zum Ehrentripediten ernennen. |
| S1, Ep8 | Auf dem Planeten der Musikroboter                           | Trombita                    | Mikrobi startet mit Pepe ins All, damit dieser auf seiner Trompete üben kann, ohne die Familie zu nerven. Sie landen auf einem Planeten, der von Robotern bewohnt wird, die wie Menschen aussehen, und Pepe fängt an zu trompeten. Die Roboter werden allerdings durch Musik gesteuert, und Pepes falsches Spielen bringt sie gehörig durcheinander.                                                                                       |

| Nr.     | Deutscher Titel                       | Originaltitel    | Inhalt |
| ------- | ------------------------------------- | ---------------- | --- |
| S2, Ep1 | Auf dem Planeten der Schnecken        | Csigabirodalom   | Damit Peter und Pille ungestört lernen können, schicken sie Mikrobi mit Pepe auf einen Ausflug. Die beiden fliegen zu einem Planeten, der von Schnecken bewohnt wird. Diese stecken den für sie ungeschützt wirkenden Pepe umgehend in ein Schneckenhaus, was ihm so gut gefällt, dass er nicht mehr herauszulocken ist.                        |
| S2, Ep2 | Auf dem Planeten der Schneemaulwürfe  | Hóembert építünk | Pepe möchte unbedingt einen Schneemann bauen, und so sucht Mikrobi mit Plumpi und ihm einen Planeten, auf dem Schnee liegt. Sie finden einen völlig eingeschneiten Planeten und beginnen sofort, den Schneemann zu bauen. Die dort lebenden Maulwürfe hätten allerdings lieber einmal wieder einen richtigen Sommer.                            |
| S2, Ep3 | Raumpiraten                           | Ürkalózok        | Mikrobi, Plumpi und Pepe sind im All unterwegs, als plötzlich Raumpiraten ihr Raumschiff angreifen. Als Mikrobi es auf Schäden untersuchen will, entführen die Piraten Pepe. Mikrobi ist zu langsam, um sie zu verfolgen, aber die Piraten bringen Pepe freiwillig zurück, nachdem er ihre Arme verknotet und sie so außer Gefecht gesetzt hat. |
| S2, Ep4 | Auf dem Planeten des mächtigen Aloatt | Jelmezbál        | Ein Kostümball steht an, und Mikrobi, Pille, Peter und Plumpi fliegen ins All, um ausgefallene Kostüme zu finden. Als sie auf einem Blumenplaneten landen, werden die Kinder von Aloatt, einem mächtigen Computer und Herrscher des Planeten, gefangen genommen. Doch Mikrobi kann sie und die Bewohner des Planeten befreien.                  |
| S2, Ep5 | ---                                   | Programozgatunk  | Um in Ruhe telefonieren zu können, programmiert die Großmutter Mikrobi neu. Daraufhin fliegt er mit Pille, Peter und Plumpi auf einen fremden Planeten, wo er die drei mit einem schweißtreibenden Fitnessprogramm auf Trab hält. |

## Veröffentlichung
Im Frühjahr 2012 wurde Ich heiße Mikrobi – Lustige Weltraumabenteuer als deutschsprachige DVD bei der Icestorm Distribution Berlin GmbH veröffentlicht. Die DVD hat eine Laufzeit von ca. 111 Minuten und enthält die ersten zwölf Folgen der Serie. Auf der ungarischen DVD sind alle 13 Episoden enthalten.

## Anmerkung
1. ↑  Eine E-Mail-Anfrage im Oktober 2012 an Icestorm Distribution, warum die deutsche DVD nur 12 anstatt 13 Folgen enthält, ergab folgende Antwort vom Verlag: „Uns ist kein spezieller Grund bekannt, warum es die 13. Folge nicht auf Deutsch gibt. Uns wurden lediglich die anderen Folgen mit deutscher Synchronisation zur Verfügung gestellt.“